# Vlčí hora, Lausitzer Bergland
Vlčí hora är en kulle i Tjeckien.   Den ligger i regionen Ústí nad Labem, i den norra delen av landet, 90 km norr om huvudstaden Prag. Toppen på Vlčí hora är 581 meter över havet, eller 151 meter över den omgivande terrängen. Bredden vid basen är 3,5 km.
Terrängen runt Vlčí hora är platt österut, men västerut är den kuperad.Runt Vlčí hora är det ganska glesbefolkat, med 48 invånare per kvadratkilometer. Närmaste större samhälle är Varnsdorf, 11,1 km öster om Vlčí hora. I omgivningarna runt Vlčí hora växer i huvudsak blandskog.